# زین‌العابدین رضوی خرم
زین‌العابدین رضوی خرم (۱۳۴۵ – ۳۰ دی ۱۴۰۲) مشهور به عابدین خرم، نظامی و سیاستمدار ایرانی بود که در دولت سیزدهم از سال ۱۴۰۰ سمت استاندار آذربایجان شرقی را تا هنگام مرگش برعهده داشت. پس از درگذشت وی مالک رحمتی جایگزین او شد.
وی فعالیت نظامی خود را در خلال جنگ ایران و عراق در نیروی زمینی سپاه پاسداران آغاز کرد. خرم از ۱۳۸۸ تا ۱۳۹۱ جانشین فرمانده سپاه شهدا آذربایجان غربی بود، در فاصله سال‌های ۱۳۹۱ تا ۱۳۹۶ به‌عنوان فرمانده سپاه شهدا آذربایجان غربی فعالیت می‌کرد و از ۱۳۹۶ تا ۱۴۰۰ فرماندهی سپاه عاشورا آذربایجان شرقی را برعهده داشت.

## زندگی
خرم در سال ۱۳۴۵ در شاهین‌دژ به دنیا آمد و دانش‌آموخته کارشناسی مدیریت برنامه‌ریزی و کارشناسی ارشد مدیریت استراتژیک بود.
عابدین خرم با درجه سرتیپ دوم پاسدار، عضو سپاه پاسداران انقلاب اسلامی بود. وی در سال‌های آغازین دهه ۱۳۷۰ شمسی، مقام‌های نظامی و امنیتی در استان آذربایجان شرقی داشت.
او از جمله فرماندهان سپاه بود که در سال‌های آغازین جنگ داخلی سوریه در مرداد ۱۳۹۱ به همراه ۴۷ نفر دیگر، توسط مخالفان دولت سوریه ربوده شد. جمهوری اسلامی در اوایل جنگ داخلی سوریه، هرگونه دخالت در آن را تکذیب کرد و این افراد را شهروند عادی نامیده‌است که در حال زیارت بوده‌اند و به دروغ این نظامیان را بازنشسته معرفی می‌کرد. ربایندگان مخالف حکومت بشار اسد در سوریه، در مواردی خواسته‌هایی مانند توقف حمایت ایران از حکومت سوریه را مطرح و تهدید کردند که در صورت برآورده نشدن خواست‌هایشان، گروگان‌ها را به قتل خواهند رساند. عابدین خرم در ۲۰ دی ۱۳۹۱ به همراه ۴۷ نفر دیگر در ازای آزادی ۲۱۳۰ نفر که در زندان‌های سوریه به سر می‌بردند آزاد شدند.
خرم از سال ۱۳۹۶ فرمانده سپاه پاسداران در آذربایجان شرقی شد. در دوران فرماندهی عابدین خرم، باشگاه فوتبال تراکتورسازی تبریز از مالکیت سپاه درآمد و به محمدرضا زنوزی مطلق واگذار شد. نام زنوزی مطلق در پرونده‌های فساد مالی و به عنوان یکی از بدهکاران بزرگ بانکی مطرح بوده‌است. در ۲۵ مهر ۱۴۰۰ هیئت دولت به رضوی خرم برای استانداری آذربایجان شرقی رأی اعتماد داد. وی پیش از این فرماندهی سپاه عاشورای این استان را برعهده داشت. در آیین معارفه زین‌العابدین خرم رضوی استاندار جدید آذربایجان شرقی که در ۱ آبان ۱۴۰۰ با حضور وزیر کشور احمد وحیدی برگزار شد، یکی از شرکت کنندگان به وی اسائه ادب کرد و باعث ایجاد تنش در مراسم شد. پس از اسائه ادب به عابدین خرم شرکت کنندگان در موافقت با استاندار جدید شعار دادند.
خرم بر اثر بیماری ریوی و جراحات جنگ ایران و عراق صبح ۳۰ دی ۱۴۰۲ در تبریز درگذشت.

## دوران مسئولیت سیاسی
عابدین خرم به‌دنبال اعتراضات دی ۱۳۹۶ طی یک سخنرانی با اشاره مستقیم به این اعتراضات گفت: «دشمن مدت‌ها قبل برای ایجاد نا آرامی در کشور برنامه‌ریزی کرده بود و از اعتراض به حق مردم به گرانی و نا عدالتی سوء استفاده کرد.»
عابدین خرم به دنبال اعتراضات آبان ۱۳۹۸ ایران در نشستی با خبرنگاران از بازداشت ۳۰ شهروند که در جریان این اعتراضات با پلیس درگیر شده بودند خبر داد. او همچنین با اشاره به اینکه «لیدرها نیز با هماهنگی دستگاه قضایی شناسایی شده و بازداشت آنها شروع شده‌است»، مدعی شده بود «اما اطلاعاتی داریم که قرار بود از سلاح ساچمه‌ای استفاده شود که نشان‌دهنده آموزش دیدن تعدادی از لیدرهای اغتشاشگران است.»
همشهری‌آنلاین نیز از قول فرمانده وقت سپاه عاشورای آذربایجان شرقی اعلام کرد «تعدادی از دستگیرشدگان غیربومی بوده و برخی دیگر از مذاهب دیگر هستند.» این رسانه در خصوص مذهب افراد بازداشتی جزئیات دیگری ارائه نداد.
او بعدتر در مراسمی به مناسبت چهلمین سالگرد درگذشت حسین غفاری که در شهرستان آذرشهر برگزار شد، اظهار داشت: «دولت تصمیمی گرفت؛ اما نحوه اجرای آن اشتباه بود و موجب عصبانیت مردم شد و دشمن در فضای مجازی، شبانه روز برای اعتراض و اعتصاب و شورش تبلیغ کرد.»
به دنبال انتصاب عابدین خرم به سمت استانداری آذربایجان شرقی، روزنامه اعتماد ملی در مطلبی با تأکید بر برخوردهای تندتر با اعتراضات مردمی در دوران استانداری او عنوان نوشته بود «اصولگرایان تندرو اعتقاد داشتند انتصاب استاندار آذربایجان‌شرقی برای کنترل بیشتر اوضاع امنیتی منطقه است؛ چنانچه انتخاب سردار وحیدی به‌عنوان وزیر کشور نیز بیش از هر چیز این پیام را داشت که از این پس قرار است با اعتراضات مردمی، برخوردهای تندتری کرد؛ چه آنکه فردی به این سمت منصوب شده که بیش از هر چیز سابقه نظامی او برجسته است، نه سابقه اعتقادش به تحزب و نهادهای اجتماعی و سیاسی. طبیعی است او نیز افرادی را برای استانداری پیشنهاد دهد که سابقه نظامی آنها بیشتر باشد.» این روزنامه در ادامه سوابق امنیتی عابدین خرم را موید این ادعا عنوان و افزوده‌است «چنانچه فرماندهی در عملیات‌های والفجر ۴، نصر ۵، کربلای ۱۰ و بعد از قبول قطعنامه ۵۹۸ و پایان دفاع مقدس، ریاست ستاد تیپ ۴۸ فتح و لشکر استقراری سردشت، فرماندهی سپاه پیرانشهر، سلماس، خوی، معاونت هماهنگ‌کننده منطقه بسیج استان آذربایجان‌غربی، فرماندهی لشکر عملیاتی ۳ حمزه سیدالشهدا، جانشین فرماندهی سپاه شهدا و فرمانده سپاه شهدای آذربایجان غربی از جمله سوابق استاندار جدید آذربایجان‌شرقی است.»